# Redut (Brassó)
A Redut Kulturális Központ (románul: Centrul Cultural Reduta), korábbi szóhasználattal Vigadó Brassó művelődési háza. Elődje, a „régi Redut” a 18. század végén épült. A 19. század végén a tartószerkezetek kiöregedése miatt lebontották, majd ugyanazon a telken felépítették az „új Redutot”, mely ma is áll. Évi több száz előadást tartanak, több kórus-, tánc-, és színicsoport működik itt, és művészeti oktatásokat (balett, rajz) is szerveznek.

## Története

### A régi Redut
Brassó első előadótermét Samuel Abraham indítványozására építették 1794-ben a Halpiac (jelenleg Apollonia Hirscher) utcában, késői barokk és korai rokokó stílusban. Nevét a bécsi Redoute (erőd) színháztól kölcsönözte. Ugyanez a Samuel Abraham alapította meg 1820 körül a Brassói Énekes-Hangszeres Zenei Társulatot.
Orbán Balázs szerint a Redutot főleg a magyar közösség használta, mivel a szászokat nem érdekelte különösebben az előadóművészet. Az első évtizedekben Brassónak nem is volt színtársulata; 1814-ben Johann Gerger alapított egy társulatot, melyet 1817-ben egy magyar csoport váltott fel. 1823-ban magyar társulat tartott előadást, melynek Déryné és Szerdahelyi is tagja volt. A következő évtizedekben a magyar színészet virágzott a városban, míg a kérészéletű német társulatoknak nem sikerült érvényesülniük.
Déryné megerősítette naplójában, hogy a brassói szászokat nem érdekelte a színművészet: „Legelőbbszer az nem tetszett nekem ott, hogy a szászok nem igen pártolták a társaságot, általánfogva a színészetet. Adtak a leghíresebb zeneszerzőktől való nagyszerű operákat. Nem ért semmit. Nem jártak színházba, kivévén néhány vármegye-urakat, tanácsbelieket, azok tudtak magyarul s némely polgárok. Pedig én oly nagy s magas gondolkozással voltam a nemes szász nemzetről [...] Annyi bizonyos, hogy nem igen sokat tartottak a színészetre és a színészekre.”
Orbán Balázsnak egyébként lesújtó véleménye volt a Redutról: „alig nevezhető másnak egy idomtalan nagyocska teremnél. Valóban szégyen a gazdag és nagyságára büszke Brassóra, hogy mindeddig nem tudott egy tisztességes szinházat épiteni”.
A Redut színpadán nem csak előadásokat, hanem koncerteket és bálokat is rendeztek. 1878-ban, a Brassói Filharmónia (Philharmonische Gesellschaft) megalakulásának alkalmából felavatták a Redut koncerttermét. Itt koncertezett többek között Johann Strauss, Johannes Brahms, Joachim József. A színpadon megfordult Mihai Eminescu és Adolf von Sonnenthal is. Az utcát átnevezték Halpiacról Színház utcára (Theatergasse), a Redutra utalva.

### Az új Redut
1892-ben a tartószerkezetek kiöregedése miatt a régi Redutot lebontották, és 1892–1894-ben a Kronstädter Allgemeine Sparkasse (Brassói Általános Takarékpénztár) támogatásával, Christian Kertsch városi főépítész tervei alapján ugyanazon a helyen építették fel az új művelődési házat. A koncerttermet 1894 november 11-én avatták fel, a Brassói Filharmónia előadásával. A hangversenyeken kívül színielőadásokat és bálokat is rendeztek, itt volt a város első filmszínházainak egyike, és vendéglő is működött egyik teremben. Az épületnek saját villanytelepe is volt, és még a Fekete templomot is innen látták el árammal.
1948-ban államosították, egy ideig a Román Állami Színház használta, majd 1959-ben átnevezték Kultúrpalotának (művelődési ház). 2003-ban visszakapta a Redut nevet. 1997–2004 között felújították és korszerűsítették. A Redutban a magyar dalárdának, tánccsoportnak, szabadegyetemnek is jutott terem, az 1989-es rendszerváltás után pedig itt alakult meg a helyi RMDSZ.

## Leírása
Az új Redut neobarokk stílusban épült. A Párizsi Operaházat idéző, rokokó elemekkel dúsított homlokzaton Wagner, Schumann, Mozart, Beethoven, Goethe, Schiller, és Shakespeare mellszobrai láthatóak.
Az épület földszintjén egy 90 négyzetméteres előcsarnok van, melyet egy monumentális lépcső köt össze a 64 négyzetméteres emeleti csarnokkal. A fő előadóterem 350 férőhelyes, a színpad területe 88 négyzetméter. Az épület további helyiségei az Arcadia terem (itt általában kiállításokat tartanak), a Kék terem (balett, gimnasztika, modern- és néptánc előadások), a Zeneterem, az Előadóterem, és a Tanácsterem.
A romániai műemlékek jegyzékében a BV-II-m-B-11410 sorszámon szerepel.

## Képek

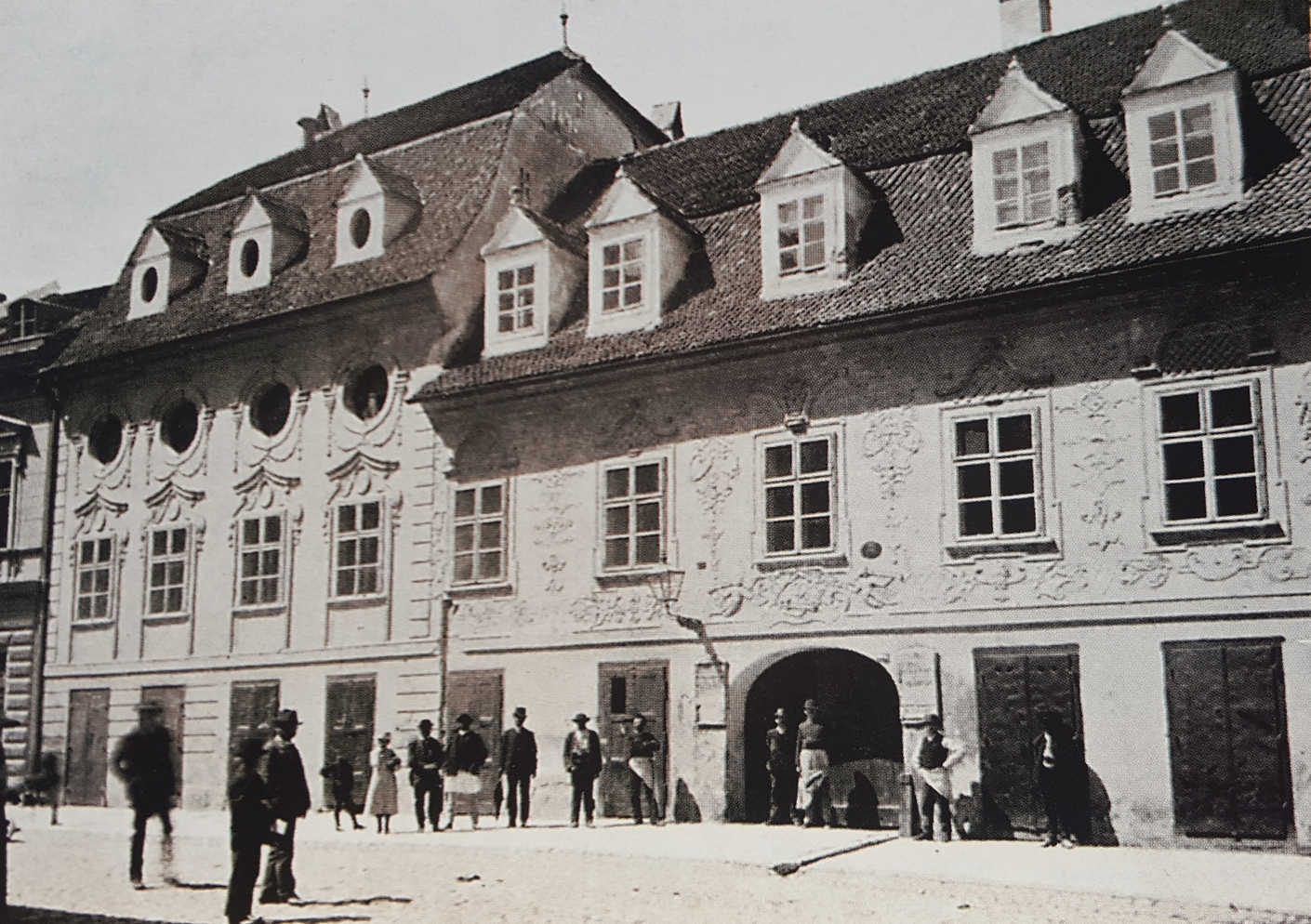
A régi Redut
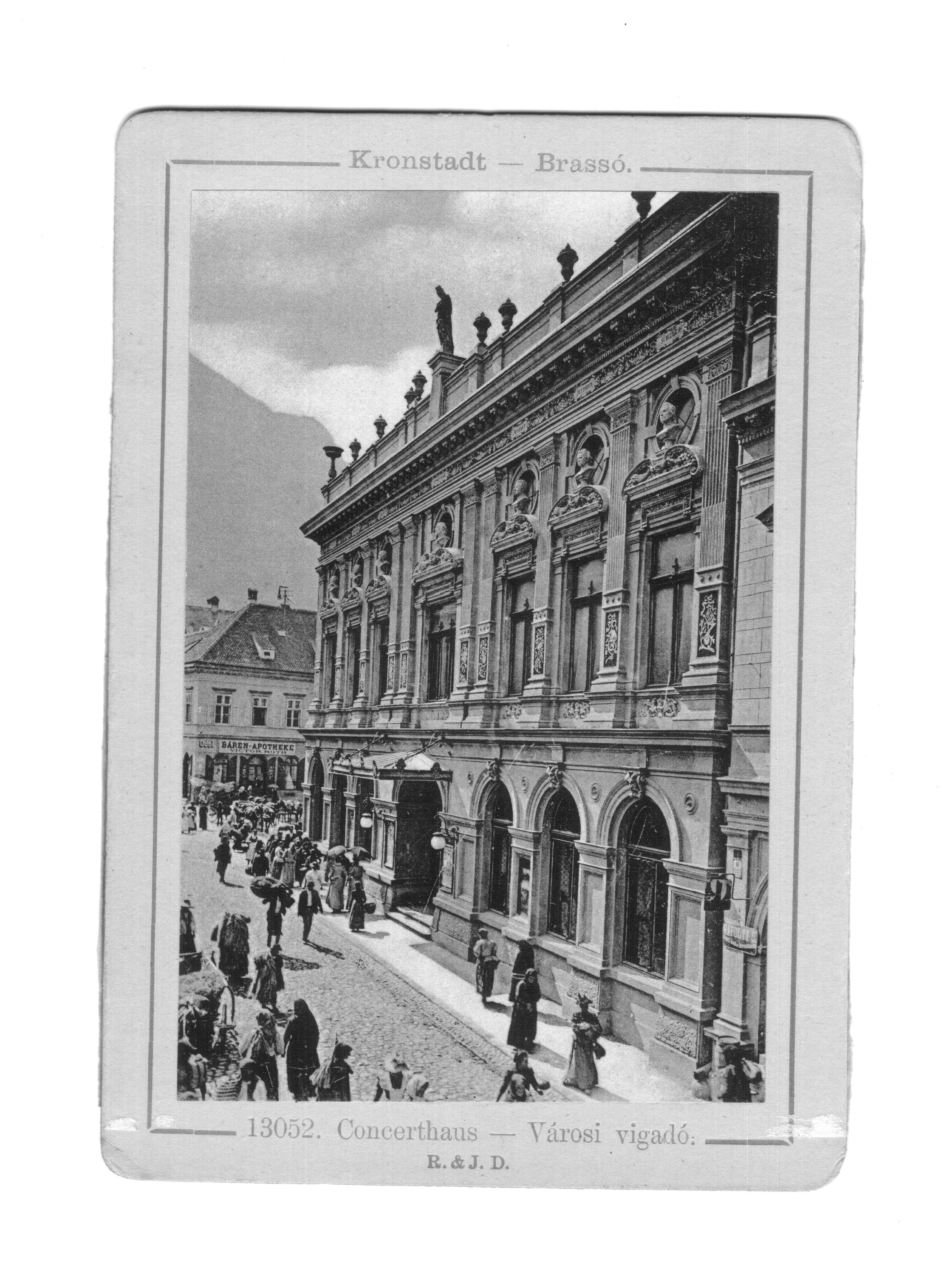
Az új Redut
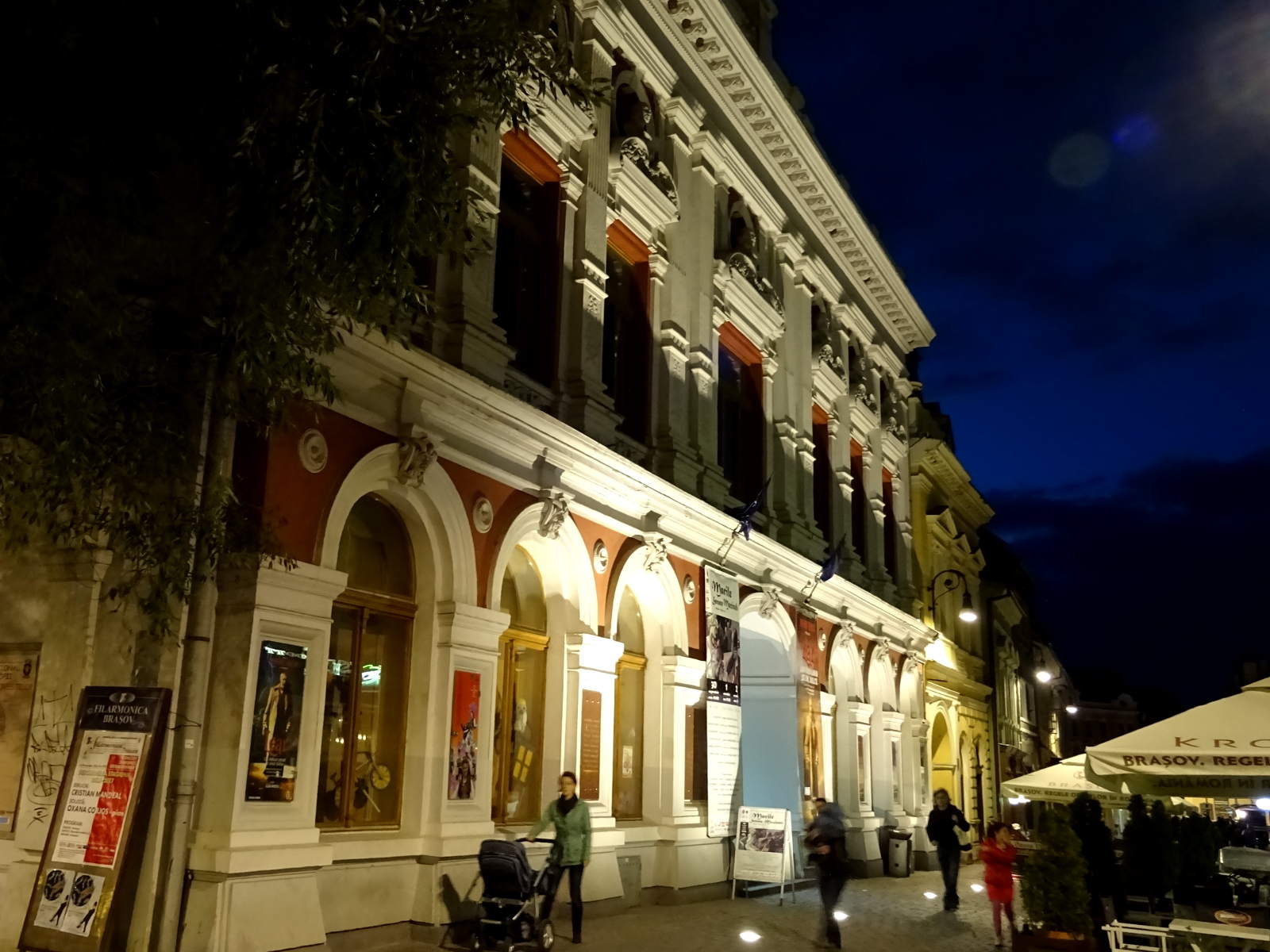
Este